# Jan Hampel
Jan Hampel (25. května 1933 Katowice, Polsko – 1975 tamtéž) byl polský lední hokejista, brankář. V roce 1952 byl členem polského reprezentačního týmu, který na olympijských hrách v Oslu vybojoval 6. místo, které zároveň znamenalo 4. místo v rámci Evropského šampionátu. Polsko reprezentoval v letech 1952 až 1965 a to celkem ve dvaceti utkáních. Dvakrát vybojoval titul mistra Polska, v obou případech s celkem Górnik Katowice.